# Spacewar!
Spacewar! – gra komputerowa stworzona w 1961 roku przez Steve'a Russella na komputerze PDP-1, uznawana za jedną z pierwszych w historii branży. W marcu 2013 roku na gali nagród Game Developers Choice Awards, podczas Game Developers Conference Russell otrzymał za nią wyróżnienie jako pionier branży gier komputerowych.
Spacewar szybko zdobyła wielką popularność wśród studentów, owocującą jej konwersją na inne platformy. Na pokazie gry podczas dni otwartych MIT zainteresowali się nią twórcy komputera PDP-1 ze spółki Digital Equipment Corporation. Pomogli oni w promocji dzieła Russella, dodając darmową kopię Spacewar do każdego egzemplarza komputera. Problem stanowiło to, że tych komputerów spółka wyprodukowała zaledwie pięćdziesiąt, przy czym koszt jednego egzemplarza w podstawowej konfiguracji wynosił 120 tysięcy dolarów amerykańskich. Wskutek tego rozpowszechnienie gry na szeroką skalę było niemożliwe, a Russell nie odniósł zysków z jej produkcji.

## Rozgrywka
Spacewar była strzelanką o akcji umiejscowionej w przestrzeni kosmicznej. Dwaj gracze kierowali w niej statkami kosmicznymi, których zadaniem było zniszczenie przeciwnika. Statki można było wprawiać w ruch i obracać nimi za pomocą sterowników. Do zestrzelenia statku przeciwnika gracze używali specjalnych pocisków.
Wraz z rozwojem gry dodawane były nowe zasady rozgrywki. W przestrzeni pojawiło się gwiaździste tło, poprawie uległa także grawitacja – znajdujące się w tle słońce przyciągało oba statki z siłą zależną od ich dystansu do niego. Gracz otrzymał również możliwość użycia przycisku „nadprzestrzeni”, wskutek czego jego statek znikał i pojawiał się w losowo wybranym przez grę punkcie. Ostatnią ważniejszą zmianą było wprowadzenie systemu punktacji.

## Produkcja

Częściowy wypis gwiazd z Expensive Planetarium

Spacewar została stworzona przez studenta Massachusetts Institute of Technology, Steve'a Russella. Inspirację dla niego stanowiły zarówno gra komputerowa Tennis for Two, którą widywał podczas dni otwartych w Brookhaven National Laboratory, jak i niepokoje związane z zimną wojną. Platformą, na której pierwotnie ukazała się gra, był komputer PDP-1. Spacewar swoją premierę miała w 1961 roku, ale do maja 1962 roku była rozbudowywana przez kolegów Russella pod względem zasad rozgrywki: Pete Sampson dodał tło, Dan Edwards – grawitację, a J. Martin Graetz – przycisk „nadprzestrzeni”.
Komputerowe planetarium napisane przez Petera Samsona nosiło nazwę Expensive Planetarium. Samson zakodował w programie niebo pomiędzy 22°30' stopniem północnym i 22°30' stopniem południowym bazując na danych z American Ephemeris and Nautical Almanac. Planetarium wyświetla wszystkie gwiazdy powyżej piątej wielkości nad Cambridge w stanie Massachusetts w odpowiadającej im jasności. Widok gwiazd może być nieruchomy albo przesuwać się w lewą stronę. Napisane w assemblerze PDP-1 planetarium wzięło swoją nazwę z ówczesnej ceny PDP-1 (około $120 000 w dolarach z 1962).

## Znaczenie
Spacewar była jedną z pierwszych gier komputerowych; część badaczy wskazuje właśnie ją jako pierwszą grę wideo w historii branży, ponieważ umożliwiała ona generowanie sygnału wideo, czego pozbawione były poprzedzające ją gry Noughts and Crosses oraz Tennis for Two. Dzieło Russella stanowiło inspirację dla, opartej na podobnym pomyśle, wektorowej gry Asteroids firmy Atari z 1979 roku.